# 長与町立長与中学校
長与町立長与中学校（ながよちょうりつ ながよちゅうがっこう, Nagayo Town Nagayo Junior High School）は、長崎県西彼杵郡長与町丸田郷にある公立中学校。

## 概要
歴史
1947年（昭和22年）の学制改革（六・三制の実施）により開校した。2012年（平成24年）に創立65周年を迎えた。
校訓
「自主、敬愛、協調」
校章
長与町の名産であるミカンの花と果実を図案化し、中央に「中」の文字を配している。
校歌
1951年（昭和26年）に制定。作詞は吉田虎次郎、作曲は小坂井桂次郎による。4番まであり、各番とも「我が母校」で終わる。
校区
住所表記で長与町の後に吉無田郷（長与川右岸）、丸田郷（全域）、嬉里郷（全域）、斉藤郷（全域）、岡郷（全域）の続く地区。
小学校区は長与町立長与小学校、長与町立長与北小学校。

## 沿革
- 1947年（昭和22年）4月1日 - 学制改革（六・三制の実施）。
  - 旧・長与国民学校の初等科を改組し、長与村立長与小学校とする。
  - 旧・長与国民学校の高等科および旧・長与高等実業青年学校を改組し、「長与村立長与中学校」（新制中学校）とし、長与小学校に併設する。
- 1948年（昭和23年）9月 - 長崎市への原爆投下後、長与村に疎開移転していた長崎県立盲学校が大村市に移転したため、その校舎を移築し、4教室を増築。

- 1949年（昭和24年）

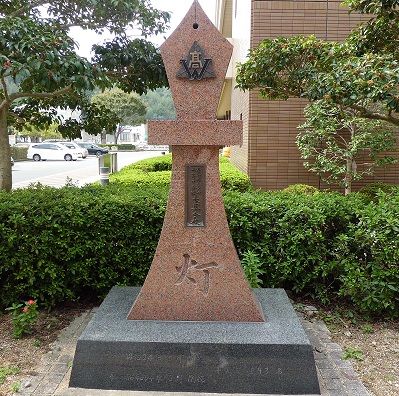
長崎西高等学校長与分校跡地（現長与町役場裏）に建てられた碑

  - 5月 - 新校舎8教室、付属建物が完成し、移転。
  - 9月 - 長与中学校PTAにより、ピアノ一台と学校放送設備一式が寄贈。長崎県立長崎西高等学校長与分校[4]を併設。
- 1950年（昭和25年）
  - 9月 - 新校舎12教室を増築し、移転。
  - 11月 - 中学校校舎が完成。学校園（協力園）が完成。
- 1951年（昭和26年）
  - 2月 - 運動場を拡張。
  - 3月 - 学校植林を完了。
- 1952年（昭和27年）
  - 5月 - 長与村立高等洋裁学校を併設。産業教育法により、文部省の指定を受ける。
  - 9月 - 工作実習室30坪が完成。畑三畝、柑橘園一反三畝を皆前地区の住民と5ヶ年小作契約を結ぶ。
- 1953年（昭和28年）11月 - 長崎大学学芸学部（現・教育学部）応用教育実習教育の指定を受ける。
- 1954年（昭和29年）
  - 3月 - 第7回卒業生およびPTAから、校旗とブラスバンド10人一組が寄贈される。
  - 4月 - 学校図書館を設置。
- 1958年（昭和33年）11月 - 学校簡易水道施設が完成。
- 1963年（昭和38年）3月 - 寄贈されたメタセコイヤを運動場に植樹。
- 1964年（昭和39年）3月 - 長与小学校調理室を借用し、脱脂粉乳によるミルク給食を開始。老朽化した工作室を危険につき解体。技術科室・理科実験室等を増築。
- 1965年（昭和40年）5月 - 砂場、相撲土俵が完成。
- 1968年（昭和43年）
  - 6月 - 生徒用更衣室（独立棟）が完成。
  - 7月 - 自転車置き場3棟が完成。
- 1969年（昭和44年）
  - 1月1日 - 町制施行により、「長与町立長与中学校」（現校名）に改称。
  - 9月から10月
    - 長崎国体の実施に伴い、夏季大会の漕艇会場（当時・西彼杵郡琴海町）・秋季大会主競技場（諫早市）・一般女子ソフトボール会場（長与町）の開閉会式に長与中学校ブラスバンド部・バトン部・鳩部が出場。
- 1971年（昭和46年）10月 - 鉄筋コンクリート造2階建ての体育館が完成。
- 1973年（昭和48年）
  - 3月 - 新校舎用地地鎮祭を挙行。
  - 10月 - 火事により、管理室・特別教室・普通教室・女子更衣室・長崎西高等学校長与分校・職員室・備品管理室・集会場を焼失。
    - 伊王島町立伊王島中学校より、生徒用机・椅子各237脚と職員用机23脚が救援寄贈される。
    - 長崎市立深堀中学校より、プレハブ校舎2教室が救援寄贈される。
- 1975年（昭和50年）
  - 3月 - 新校舎第一期工事が完了。
  - 9月 - 校旗を新調。
- 1977年（昭和52年）
  - 3月 - 現在地に移転。
  - 4月 - プレハブの雨天体操場を設置。庭園工事を着工。
  - 9月 - 運動場が完成。
  - 10月 - 岩石園が完成。
  - 11月 - 防火用池が完成。
- 1978年（昭和53年）
  - 4月 - 同窓会の寄贈により、中庭が完成。
  - 8月 - LL教室が完成。
- 1979年（昭和54年）
  - 2月 - 体育館が完成。
  - この年 - 旧・長与中学校の体育館を長与小学校に移管[5]。
- 1980年（昭和55年）4月 - 在籍生徒数が最大の1,251名を記録する。
- 1981年（昭和56年）4月 - 長与町立第二中学校[6]の新設・分離により、生徒を移す。
- 1986年（昭和61年）
  - 2月 - PTAにより、庭園が造成される。
  - 3月 - ピアノ1台が寄贈される。ブラスバンド部室を解体。
  - 11月 - 校舎を増築。
- 1987年（昭和62年）
  - 4月 - 給食配膳室が完成。
  - 9月 - 新LL教室が完成。
- 1989年（平成元年）4月 - 旧・LL教室を解体。
- 1992年（平成4年）
  - 1月 - 弓道場が完成。
  - 4月 - 運動場が完成。
- 1993年（平成5年）2月 - パソコン室を設置。

## 部活動
運動部
- バドミントン部
- バスケットボール部
- バレーボール部
- 卓球部
- 陸上部
- ソフトテニス部
- サッカー部（男）
- ラグビー部（男）
- 野球部（男）
- 柔道部
- 剣道部
- 弓道部

文化部
- 茶道部
- 美術部
- 吹奏楽部

## アクセス
最寄りの鉄道駅
- JR九州 長崎本線（旧線）「長与駅」

最寄りのバス停
- 長崎バス 「長与役場」バス停

最寄りの国道・県道
- 長崎県道45号東長崎長与線

## 周辺
- 長与町役場
  - 長与町図書館
  - 長与町公民館
  - 長与町武道館
  - 長与町立長与児童館
  - 長与町立長与小学校
- 西彼中部広域シルバー人材センター
- 長与川

## 出身者
- ペヤンヌマキ（劇作家、映画監督）[7]